# Svarttjärnen (Ströms socken, Jämtland, 715787-146938)
Svarttjärnen är en sjö i Strömsunds kommun i Jämtland och ingår i Ångermanälvens huvudavrinningsområde. Sjön har en area på 0,038 kvadratkilometer och ligger 481 meter över havet.

## Delavrinningsområde
Svarttjärnen ingår i det delavrinningsområde (715832-146959) som SMHI kallar för Mynnar i Nyselet. Medelhöjden är 481 meter över havet och ytan är 3,52 kvadratkilometer. Räknas de 8 avrinningsområdena uppströms in blir den ackumulerade arean 33,75 kvadratkilometer. Nåsjöbäcken som avvattnar avrinningsområdet har biflödesordning 4, vilket innebär att vattnet flödar genom totalt 4 vattendrag innan det når havet efter 261 kilometer. Avrinningsområdet består mestadels av skog (88 procent). Avrinningsområdet har 0,04 kvadratkilometer vattenytor vilket ger det en sjöprocent på 1,1 procent.